# Las galas del difunto
Las galas del difunto es una obra de teatro de Ramón María del Valle-Inclán, publicada el 20 de mayo de 1926 bajo el título de El terno del difunto e incluida en 1930 en la trilogía Martes de Carnaval, ya con su título definitivo. Exponente del género del Esperpento.

## Argumento
La Daifa, prostituta que ha quedado embarazada, confiesa al ingenioso Juanito Ventolera (excombatiente en la guerra de Cuba) que ha escrito a su padre, rogándole dinero para poder escapar del lugar y empezar una nueva vida. Cuando el padre, el boticario Don Sócrates Galindo la lee, acaba falleciendo horrorizado por la deshonra de la hija. Es entonces cuando Juanito, que había sido acogido en casa de Don Sócrates y que ignora el parentesco entre padre e hija, osa ultrajar la tumba del finado para robar sus pertenencias y seguidamente, le pide a la viuda que le dé el resto de las galas del difunto. Finalmente, vuelve con Daifa, pretende seducirla y le hace entrega de la carta que ella misma había escrito. De ese modo, la joven conoce cuál ha sido el destino de su progenitor.

## Representaciones destacadas
La obra se estrenó el 23 de enero de 1962 en función única el Teatro Eslava de Madrid por el Teatro Español Universitario, con dirección de Rodríguez Alfageme.
En 1978 Manuel Collado puso la obra en escena, junto a La hija del capitán, también de Valle-Inclán, en el Teatro María Guerrero de Madrid, contando en el elenco con María José Goyanes, Pepe Calvo, Ismael Merlo, Manuel Galiana, Margarita García Ortega y Encarna Paso.
Se vuelve a representar en 1986, en el Teatro Progreso de Madrid, con Vicky Lagos, Concha Goyanes, Jaro y Yolanda Cembreros y en 1987, en el Centro Cultural de la Villa de Madrid, con dirección de Gerardo Malla, con Antonio Dechent, Diana Peñalver, Rosana Pastor y Saturnino García.
En 1995 Mario Gas pone por primera vez en escena las tres obras que integran Martes de carnaval en el Teatro María Guerrero.
En 2008 se representó para Televisión española, con la participación de Juan Diego, como Ventolera, Juan Luis Galiardo como Don Sócrates, María Pujalte como La Daifa, Luis Pérezagua, Pilar Bardem, Jesús Franco, Magüi Mira y Pepón Nieto entre otros.